# Saurostomus esocinus
Saurostomus esocinus è un pesce osseo estinto, appartenente ai pachicormiformi. Visse nel Giurassico inferiore (Toarciano, circa 182 milioni di anni fa) e i suoi resti fossili sono stati ritrovati in Europa (Inghilterra, Germania, Francia).

## Descrizione
Questo pesce era di grandi dimensioni e generalmente superava il metro e mezzo di lunghezza. Il corpo robusto ma slanciato possedeva due grandi pinne pettorali, particolarmente allungate. La pinna caudale era ampia e dotata di due lobi pressoché identici, dotata di numerosi raggi a sostenerla. Il cranio era robusto e corto, fornito di una dentatura composta da numerosi denti forti e appuntiti; la parte terminale del muso era dotata di un breve rostro appuntito, caratteristica che si riscontra in altri pesci simili di epoche successive (Orthocormus, Protosphyraena). 

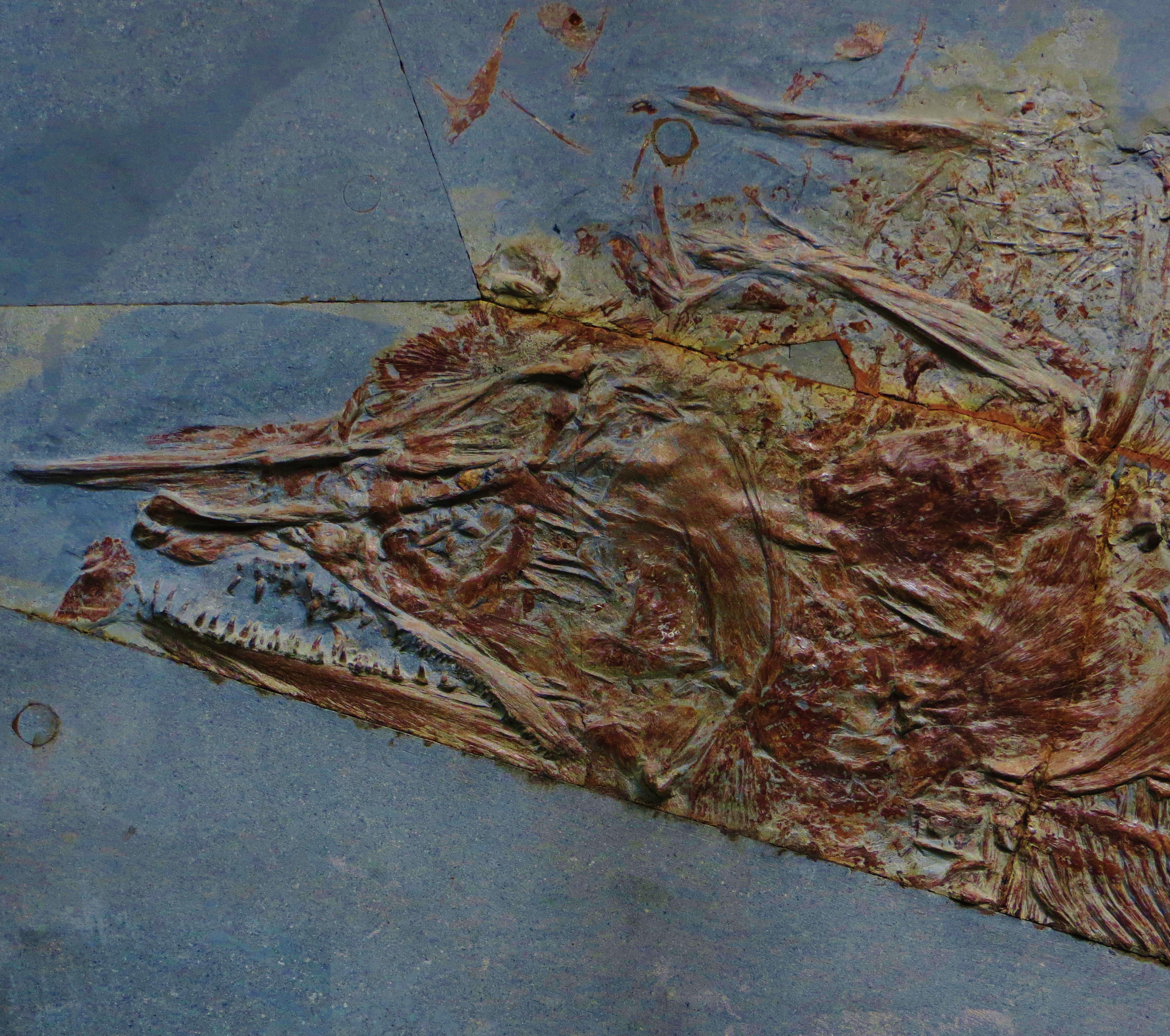
Dettaglio del cranio di Saurostomus esocinus

## Classificazione
Saurostomus esocinus è stato descritto per la prima volta da Louis Agassiz nel 1843, sulla base di resti fossili incompleti provenienti dall'Inghilterra. Successivamente, questo animale è stato a lungo confuso con il genere Pachycormus. Da quest'ultima forma, tuttavia, si distingue per alcune caratteristiche, soprattutto craniche. Saurostomus è noto soprattutto per gli eccellenti fossili rinvenuti nel ben noto giacimento di Holzmaden (Germania), ma altri fossili sono stati ritrovati in Francia e in Inghilterra.
Saurostomus fa parte dei pachicormiformi, un gruppo di pesci ossei apparsi nel Giurassico inferiore, dalle caratteristiche arcaiche e vicini all'origine dei teleostei. In particolare, Saurostomus è un membro del gruppo di pachicormiformi dotati di zanne simili a quelle dei barracuda (e come quest'ultimo doveva essere un vorace predatore), ma alcune caratteristiche craniche lo avvicinano al pachicormiforme gigante Leedsichthys, privo di denti.

## Galleria d'immagini

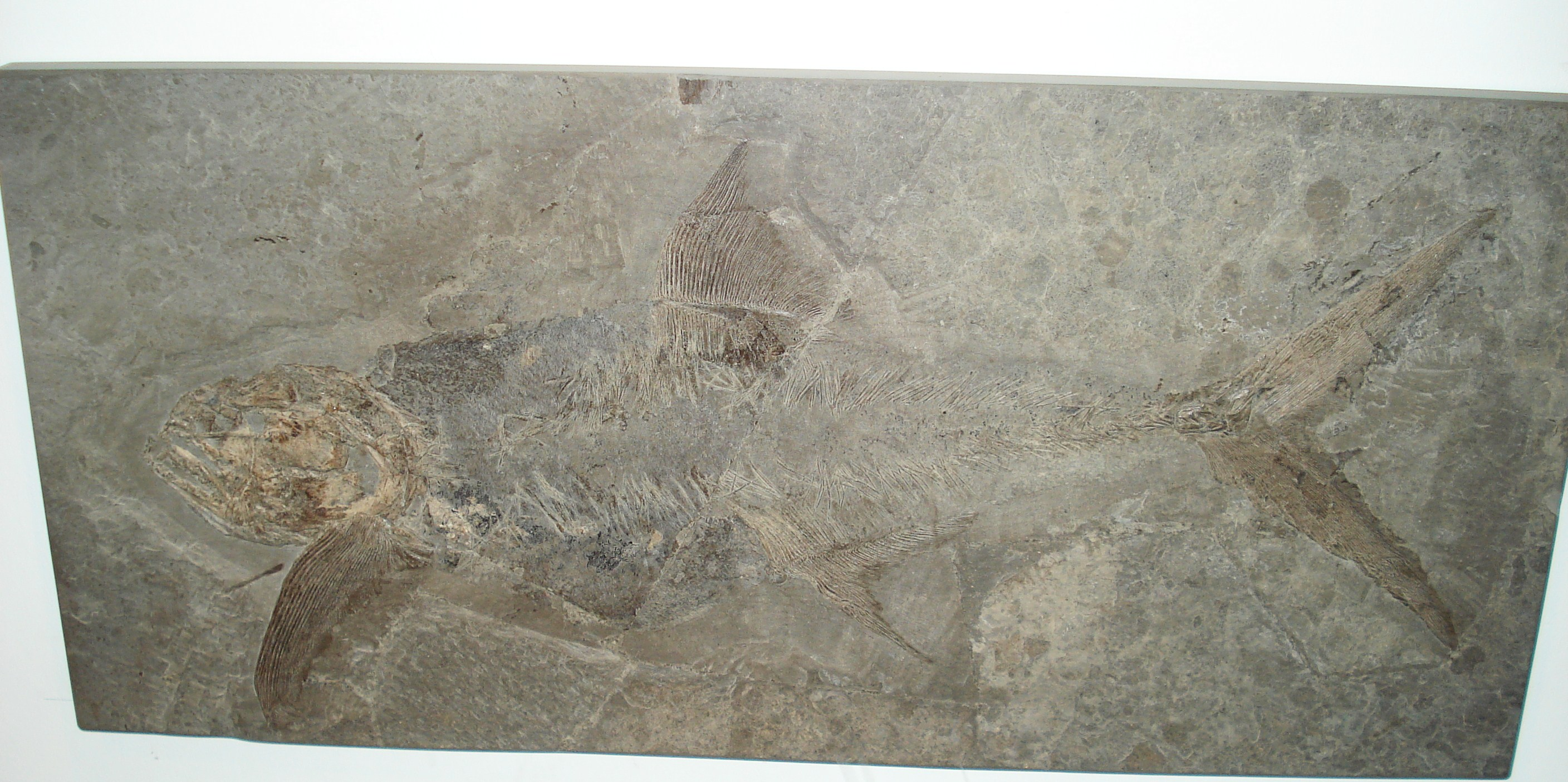
Fossile di Saurostomus esocinus
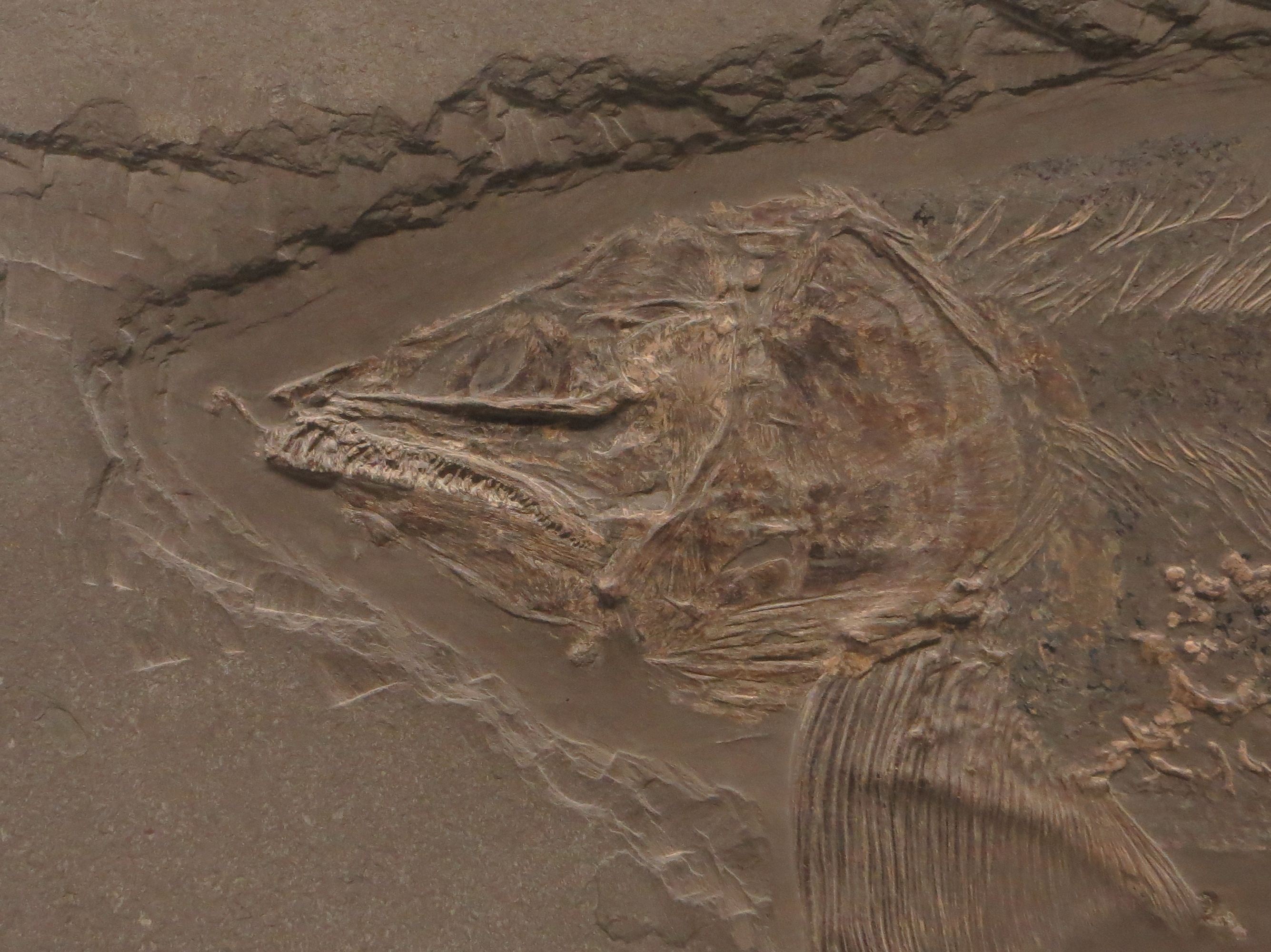
Cranio fossile di Saurostomus esocinus
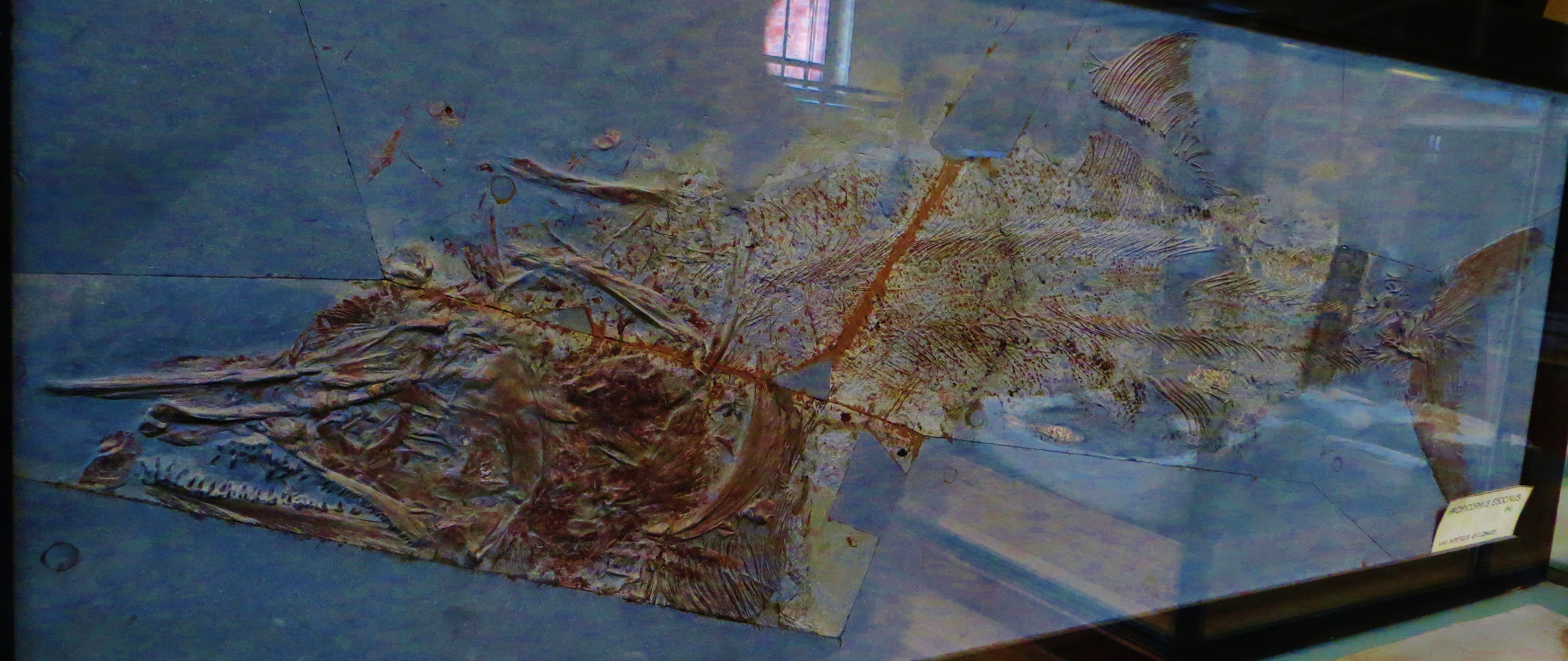
Fossile di Saurostomus esocinus
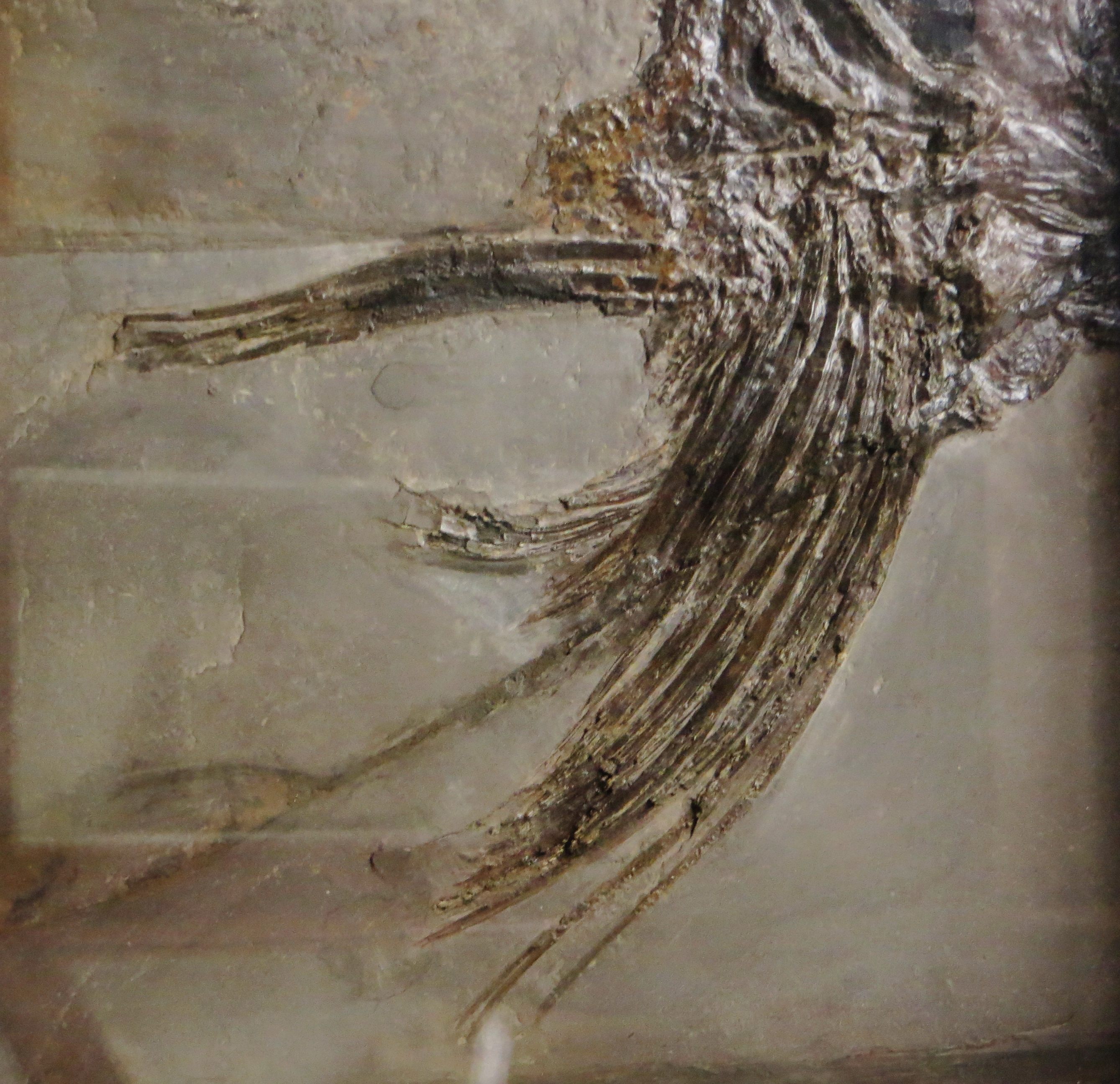
Pinna fossile di Saurostomus esocinus